# 2020年東京パラリンピックの北マケドニア選手団
2020年東京パラリンピックの北マケドニア選手団は、2021年8月24日から9月5日まで日本の東京で開催された2020年東京パラリンピック北マケドニア選手団の名簿。2019年に国名を「マケドニア・旧ユーゴスラビア共和国」から「北マケドニア」に改称して以降初めてのパラリンピック参加となった。

## 選手団
- 人員: 選手 1人
- 開会式旗手: オリヴェラ・ナコフスカ＝ビコワ

## 種目別選手・スタッフ名簿及び成績

### 射撃
| 選手                           | 種目                 | 予選 | 予選 | 決勝     | 決勝     |
| 選手                           | 種目                 | 結果 | 順位 | 結果     | 順位     |
| ------------------------------ | -------------------- | ---- | ---- | -------- | -------- |
| オリヴェラ・ナコフスカ＝ビコワ | 女子エアピストル SH1 | 557  | 8位  | 147.9    | 6位      |
| オリヴェラ・ナコフスカ＝ビコワ | 混合25mピストル SH1  | 564  | 9位  | 予選敗退 | 予選敗退 |
| オリヴェラ・ナコフスカ＝ビコワ | 混合50mピストル SH1  | 509  | 26位 | 予選敗退 | 予選敗退 |